# Limburgse Groenen
De Limburgse Groenen zijn een politiek gespreksforum voor progressieve frontvorming in Limburg, ontstaan nadat in november 2003 de Limburgse Groenen, destijds nog een afdeling van Agalev op een partijcongres na de voor de partij rampzalig verlopen federale verkiezingen weigerden de progressieve kartelvorming met de sp.a/spirit en onafhankelijken op te zeggen.
Boegbeelden zijn Ludo Sannen, Jacinta De Roeck en Fabian Spreeuwers. Eerstgenoemde was destijds minister in de Vlaamse regering maar stapte op toen Groen! hem het vuur aan de schenen legde. Hij bleef zetelen in het Vlaams Parlement, als onafhankelijke voor de sp.a. De Roeck was sinds 1999 rechtstreeks verkozen senator voor Agalev en werd in 2003 gecoöpteerd door de sp.a. Na het besluit van Agalev/Groen! zegde ze haar lidmaatschap van die partij op maar bleef als onafhankelijk sociaal-groen senator zetelen voor de sp.a.
Bij de verkiezingen voor het Vlaams Parlement in 2004 en bij de gemeenteraadsverkiezingen in 2006 was er een groepscampagne maar kwam men als onafhankelijke op op plaatselijke progressieve kartellijsten.

## Voetnoot
1. ↑  ontslagbrief, gericht aan Groen!-voorzitter Vera Dua